# Dacian Dragoș
Dacian-Cosmin Dragoș (n. 12 decembrie 1975) este un jurist român, desemnat de Nicușor Dan pentru funcția de judecător al Curții Constituționale.